# Дукен (Актюбинская область)
Дукен (каз. Дүкен) — село в Иргизском районе Актюбинской области Казахстана. Входит в состав Нуринского сельского округа. Код КАТО — 156843300.

## Население
В 1999 году население села составляло 284 человека (150 мужчин и 134 женщины). По данным переписи 2009 года, в селе проживали 163 человека (81 мужчина и 82 женщины).